# Eduardo Cuevas de la Peña
Eduardo Cuevas de la Peña (Mahón, 26 de febrero de 1893 - ¿?) fue un militar y policía español.

## Biografía
Nacido en Mahón, ingresó en el Ejército y alcanzó el rango de capitán. Posteriormente pasó al Cuerpo de Asalto. En julio de 1936 se encontraba al frente de una de las compañías de la Guardia de Asalto de Madrid. Tras el estallido de la Guerra civil, se mantuvo fiel a la República. Llegó a mandar una columna en el sector de Navacerrada.
En 1937 fue nombrado comandante de la 8.ª División, situada en el Frente del Centro, cerca de Madrid. Posteriormente estuvo al frente de la Guardia de Asalto en Barcelona, puesto desde el cual fue responsable del desarme y la disolución de las Patrullas de Control anarquistas. En enero de 1938 fue nombrado jefe de la Primera zona del Cuerpo de Seguridad. Unos meses después, el 16 de abril fue nombrado director general de Seguridad. Algunos autores señalan que para esa fecha Cuevas de la Peña era miembro del PCE. Acabaría alcanzando el rango de coronel. Tras el final de la contienda marchó al exilio.

## Obras
- —— (1940). Recuerdos de la Guerra de España, Montauban: Forestié.